# Germanwings Flight 9525
Germanwings Flight 9525 (4U9525/GWI18G) var en internationell flygning från Barcelona i Spanien till Düsseldorf i Tyskland och som trafikerades av flygbolaget Germanwings, ett helägt dotterbolag till Lufthansa. Den 24 mars 2015 störtade andrepiloten planet, en Airbus A320-211 med registreringsnumret D-AIPX, nära Digne-les-Bains vid det 2 961 meter höga Tête de l’Estrop i Franska Alperna cirka 10 mil norr om Nice. Planet delades sönder i ett dussintal stora vrakdelar lika stora som personbilar; resten ska vara i småbitar. Planets svarta lådor har hittats; den med inspelningar av piloternas samtal hittades samma eftermiddag och dagen efter den andra med färddata. 150 människor befann sig ombord varav 144 passagerare och 6 besättningsmedlemmar.
I april 2015 meddelades att planets andrepilot Andreas Lubitz kraschat planet avsiktligt. Ljudinspelningar från den svarta lådan visade att han låste ute planets kapten från cockpit. Data från den svarta lådan visade att han sedan ställde in autopiloten på nedstigning till 30 meter för att sedan flera gånger ändra inställningarna för att öka planets hastighet.

## Passagerare och besättningsmedlemmar
150 personer ska ha varit ombord, varav 144 passagerare (82 män, 60 kvinnor och två spädbarn). Ett femtiotal spanjorer, omkring 75 tyskar, inklusive en grupp med 16 skolelever i 16-årsåldern samt deras två lärare från Joseph-König-Gymnasium i Haltern am See utanför Düsseldorf. Eleverna hade varit i Spanien som del i ett utbytesprogram på Institut Giola i Llinars del Valles.
Bland passagerarna fanns operasångaren Oleg Bryjak, basbaryton på Deutsche Oper am Rhein, och altisten Maria Radner med man och barn. De två operasångarna var på väg hem från en uppsättning av Wagners opera Siegfried på Gran Teatre del Liceu i Barcelona.
En 50-årig man anställd inom Sandvikkoncernen omkom under tjänsteresa. Han var inte svensk medborgare, utan kom från ett annat europeiskt land.
De resterande personerna ombord identifierades som medborgare i ett tiotal länder, men då flera hade dubbelt medborgarskap är det fortfarande oklart exakt vilka nationaliteter de 150 dödsoffren hade. Se nedan. Passagerarlistan offentliggjordes 29 mars efter att alla anhöriga hade underrättats. Enligt franska myndigheter omkom samtliga ombord.
Besättningsmedlemmarna, fyra i kabinpersonalen och två piloter, var alla tyska. Den 34-åriga flygkaptenen Patrick Sonderheimer hade mer än tio års erfarenhet och hade gjort runt 6 000 flygtimmar med Airbus A320 hos Germanwings, Lufthansa och Condor. Han flög fram till kort före olyckan långflygningar för Lufthansa, men hade sökt förflyttning till Germanwings för att kunna umgås mer med sin familj. Styrmannen Andreas Lubitz hade flugit för Lufthansa sedan september 2013 och gjort 630 flygtimmar. Namnen på de fyra i kabinpersonalen har inte offentliggjorts.

## Tidslinje
| Planets höjd (tiden i CET, höjden i m). |  | Planets rutt före kraschen. |
| Planets höjd (tiden i CET, höjden i m). |  | Planets rutt före kraschen. |

24 mars 2015
- 09:35 – Angiven avgångstid från flygplatsen Barcelona-El Prat.
- 10:01 – Planet lyfter från startbana 07R.
- 10:20 – Planet ändrar kurs från 66 grader till 46 grader på höjden 31 500 fot (cirka 9 600 meter) och fortsätter att stiga.
- 10:27 – Planet når marschhöjden på 38 000 fot (cirka 11 600 meter). Flyger då i en riktning på 43 grader, och har en hastighet på 460-477 knop (851-883 km/h), och andrepiloten, Andreas Lubitz, ombeds att förbereda för landningen i Düsseldorf. Planet har den sista kontakten med de franska flygledarna. Förstepiloten, Patrick Sonderheimer, lämnar cockpit  för att gå på toaletten.
- 10:29 – På ljudinspelningen hörs ett klick, och dörren till cockpit går i lås.
- 10:31 – Ändrar planet kurs till 26 grader och börjar snabbt tappa höjd.
- 10:34 – Planet faller med runt 4 000 fot (cirka 1 200 meter) i minuten. På ljudinspelningen hörs förstepilotens röst på andra sidan dörren: "Um Gottes willen, mach die Tür auf!" (”Öppna dörren, för guds skull!”). I bakgrunden hörs skrikande passagerare.
- 10:35 - På ljudinspelningen hörs ett ”högt metalliskt slag” mot dörren, som om någon försöker ta sig in, och förstepilotens röst: "Mach die verdammte Tür auf!" ("Öppna den förbannade dörren!")
- 10:36 – Från cockpiten hörs bara andrepilotens lugna andetag och den automatiska varningen "Terrain - Pull Up".
- 10:38 – Lubitz andetag höras klart genom syrgasmasken som han har satt på sig. Han andas normalt. Planet är på 4000 meters höjd.
- 10.40 – Ljudinspelningen från Germanwingsplanet avbryts. Ett kraftigt ljud hörs från utsidan av planet när det träffar berget med högra vingen. Det sista som hörs är brus, med passagerarnas skrik i bakgrunden.
- 10:41 – Försvinner planet från fransk radar och mister kontakten med de franska flygledarna. Planet befinner sig då på en höjd av 6 000 fot (1 828 meter) och kraschar kort därefter.
- 11:39 – Beräknad ankomst till Düsseldorfs flygplats.[21][22][23][24]

Tider i listan är angivna i CET.

## Flygplanet

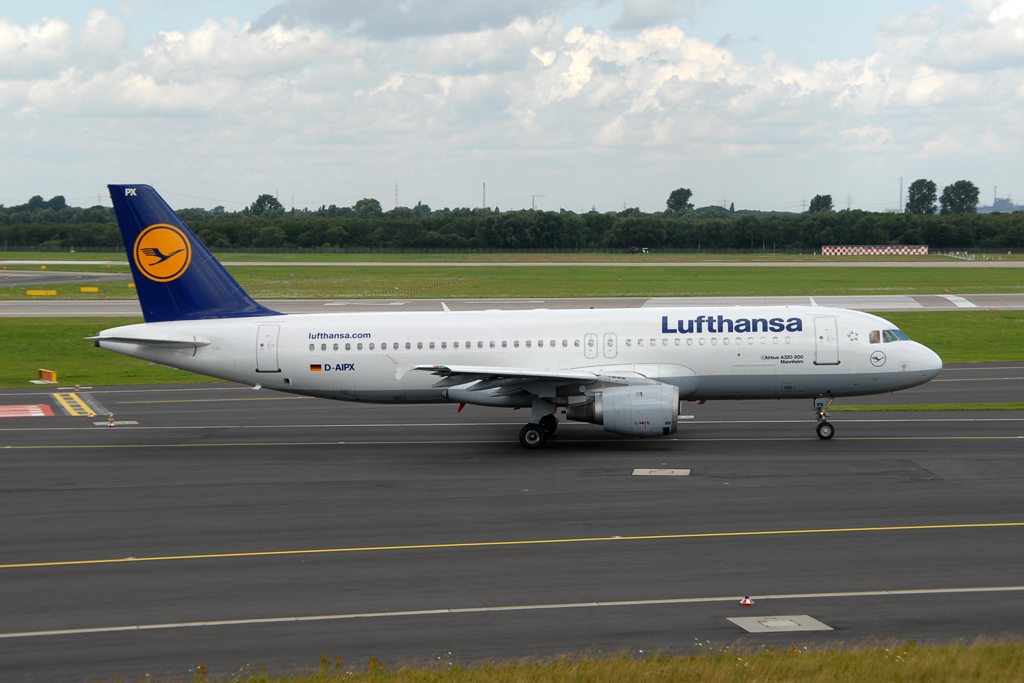
Flygplanet har periodvis växlat ägare mellan Lufthansa och Germanwings. Vid haveriet var Germanwings ägaren.

Flygplanet, en Airbus A320-211 (registrering D-AIPX), var byggd år 1991 och levererades den 5 februari 1991 till Lufthansa döpt till Mannheim. Den 10 juli 2003 tog Lufthansas lågprisdotterbolag Germanwings över D-AIPX tillfälligt och planet målades om i Germanwings färger. Den 22 juli 2004 tog Lufthansa tillbaka flygplanet till eget bruk och flygplanet återfick sitt namn Mannheim. Från den 22 juli 2004 fram till 30 december 2014 tillhörde flygplanet Lufthansa. Den 31 december 2014 gick flygplanet återigen över till Germanwings som ägde planet fram tills att det kraschade den 24 mars 2015.
Flygplanet har totalt flugit i 58 300 timmar under 46 700 flygningar. Flygplanet skulle egentligen ha varit i tjänst i 60 000 timmar eller 48 000 flygningar, men efter en större undersökning sommaren 2013 fick flygbolaget tillstånd till 120 000 timmar eller 60 000 flygningar.

## Orsaker till kraschen
Brice Robin, den franska åklagaren som var ansvarig för utredningen, berättade 26 mars att Andreas Lubitz, planets 28-årige tyske styrman och andrepilot, låste ut den mer erfarne förstepiloten från cockpit och tog kontroll över flygplanet. I april 2015 bekräftades att Lubitz kraschat planet avsiktligt. Data från den svarta lådan visade att han ställde in autopiloten på nedstigning till 30 meter för att sedan flera gånger ändra inställningarna för att öka planets hastighet. Det framkom även att Lubitz före kraschen hade sökt på internet efter olika sätt att begå självmord och efter information om cockpit-dörrar. Det framkom även att Lubitz psykiska hälsa var bräcklig: han led av svår depression och psykosomatiska symtom. Han hade besökt 41 läkare av rädsla för att han trodde att höll på att bli blind, varav sju under månaden före flygkraschen, och några av läkarna bedömde att han var olämplig för flygtjänst. Läkarna kunde dock inte rapportera sina iakttagelser till Lubitz arbetsgivare på grund av Tysklands integritetslagar. Lubitz berättade aldrig för sin arbetsgivare om sina besvär.

## Bärgning och identifiering
Planets tusentals vrakdelar låg utspridda över ett område som var cirka fyra hektar stort. Området var svårtillgängligt i en terräng med höjdskillnader på 200 meter och skrevor upptill 60 meter djupa och 300 meter breda, och en provisorisk väg byggdes till den svårtillgängliga platsen. Räddningsarbetarna inledde direkt efter olyckan ett intensivt arbete med att säkra DNA-spår från de avlidna där inte en enda kropp var intakt. Arbetet skedde under tidspress då DNA snabbt bryts ner. Den 31 mars var alla kroppsdelar efter de 150 människor som förlorade livet i kraschen bärgade från olycksplatsen. Planets svarta lådor hittades och säkrades inom loppet av en vecka. Det hävdades att en mobilfilm som tagits under de sista sekunderna ombord på det störtade planet skulle ha påträffats under bärgningsarbetet, men senare framkom det att någon sådan film inte var känd.

## Utredning
Franska Bureau d'Enquêtes et d'Analyses pour la Sécurité de l'Aviation Civile (BEA) och den tyska haverikommissionen för luftfart, Bundesstelle für Flugunfalluntersuchung (BFU), är ansvariga för utredningen.
För att utesluta brott inledde fransk polis en förundersökning mot Germanwings, gällande vållande till annans död.

## Fotnoter
1. ↑  Förkortad form av flygnamnet kombinerar flygbolagets IATA-kod (4U) eller ICAO-kod (GWI) med flygnumret.